# دهه ۱۴۰۰ (پیش از میلاد)

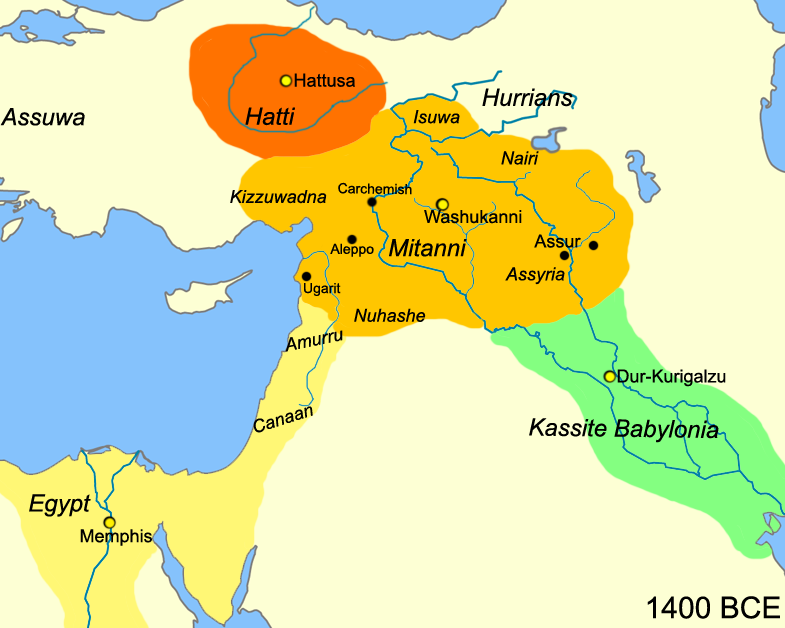
نقشهٔ آسیای نزدیک در ۱۴۰۰ پیش از میلاد مسیح

دهه ۱۴۰۰ (پیش از میلاد) صد و چهلمین دهه قبل از مبدا شروع تقویم میلادی است.